# Biedronecznik zmienny

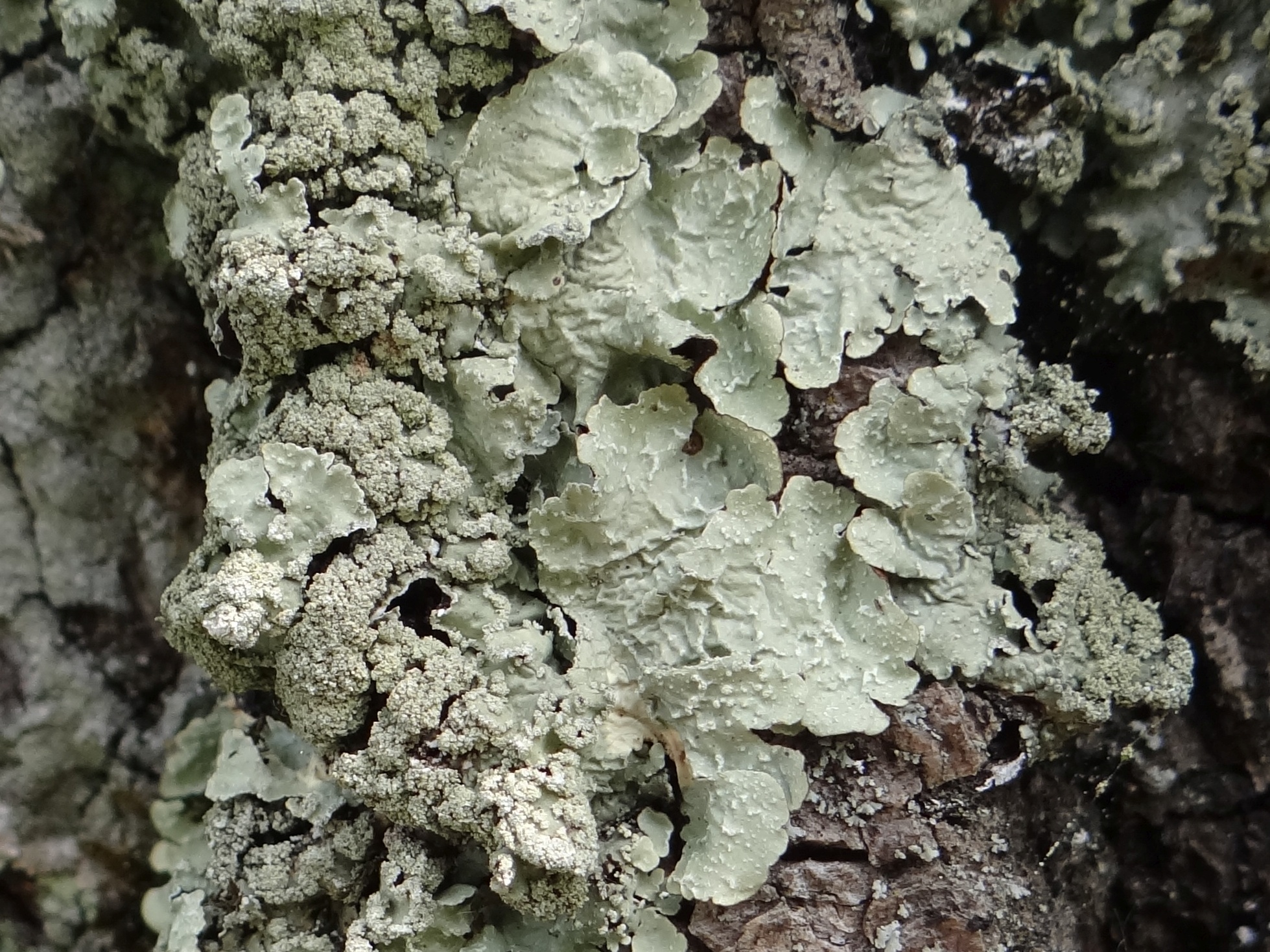

Biedronecznik zmienny, tarczownica zmienna (Punctelia subrudecta (Nyl.) Krog) – gatunek grzybów z rodziny tarczownicowatych (Parmeliaceae). Ze względu na współżycie z glonami zaliczany jest do porostów.

## Systematyka i nazewnictwo
Pozycja w klasyfikacji według Index Fungorum: Punctelia, Parmeliaceae, Lecanorales, Lecanoromycetidae, Lecanoromycetes, Pezizomycotina, Ascomycota, Fungi.
Po raz pierwszy opisał go w 1886 r. William Nylander, nadając mu nazwę Parmelia subrudecta. Obecną, uznaną przez Index Fungorum nazwę, nadał mu w 1982 r. Hildur Krog przenosząc go do rodzaju Parmelia.
Synonimy nazwy naukowej:
- Parmelia borreri var. subrudecta (Nyl.) Clauzade & Cl. Roux 1982
- Parmelia dubia var. foliosa B. de Lesd. 1954
- Parmelia subrudecta Nyl. 1886

Nazwy polskie według W. Fałtynowicza.

## Morfologia
Tworzy listkowatą, kolistą lub nieregularną plechę o średnicy do 10 cm. Jest głęboko wcinana, jej odcinki mają długość do 2 cm i szerokość 2–5 mm, stykają się brzegami lub zachodzą na siebie. Końce odcinków rozszerzają się do 8 mm i są zaokrąglone, wrębne lub wcinane. Powierzchnia górna barwy jasnoniebieskiej, niebieskawoszarej, żółtoszarej lub brunatnoszarej. Jest gładka, delikatnie siateczkowata, lub znajdują się na niej nieregularne wklęsłości. Występują na niej także pseudocyfelle mające postać białych plamek. Dolna strona plechy jest jasnobrunatna i znajdują się na niej jasne chwytniki.
Na odcinkach lub na ich brzegach występują drobne soralia o barwie brudnobiałej lub szarozielonawej. Początkowo występują oddzielnie, później zlewają się z sobą. Największe ich skupisko znajduje się w środku plechy.
Apotecja lekanorowe pojawiają się bardzo rzadko. Mają średnicę do 8 mm, czerwonobrunatne tarczki, a na brzeżku często występują soralia. Powstają w nich bezbarwne, jednokomórkowe, elipsoidalne zarodniki o rozmiarach 12–18 × 7–9 μm. W jednym worku powstaje po 8 zarodników.
Reakcje barwne: rdzeń i kora: KC + czerwony, C + karmin-czerwone, UV.
Gatunki podobne
Najbardziej podobny jest biedronecznik Jeckera (Punctelia jeckeri). Morfologicznie odróżnia się tym, że soralia posiada nie tylko na górnej powierzchni plechy, ale również na jej obrzeżach, przez co wygląda „sałatowato”. Ponadto posiada czarne chwytniki (u P. subrudecta są one jasne). Biedronecznik wzniesiony (Punctelia ulophylla) jest uważany za synonim Punctelia jeckeri.

## Występowanie i siedlisko
Występuje na wszystkich kontynentach (z wyjątkiem Antarktydy), a także na wielu wyspach. W Polsce występuje na obszarze całego kraju, jest jednak dość rzadki i podlega ścisłej ochronie. Znajduje się na Czerwonej liście roślin i grzybów Polski. Ma status VU – gatunek w sytuacji wysokiego ryzyka wymarcia w regionie.
Rozwija się głównie na korze drzew liściastych, rzadko drzew iglastych. Występuje w lasach, na terenach otwartych oraz na drzewach rosnących samotnie.